# N4莱茵河大桥
N4莱茵河大桥（德語：Rheinbrücke N4）是瑞士A4高速公路上的一座桥梁，横跨莱茵河，连接沙夫豪森州沙夫豪森和苏黎世州弗盧林根，为单塔斜拉桥。